# Arithmétique sexagésimale
Une arithmétique sexagésimale est une arithmétique en base 60 (système sexagésimal). Elle est aujourd'hui d'utilisation courante dans la mesure du temps et des angles.

## Notations
- Pour la traduction des textes mésopotamiens, bien qu'aucun signe n'y soit utilisé pour cela, il est d'usage d'utiliser la virgule comme séparateur de positions sexagésimales et le point-virgule entre la partie entière et la partie fractionnaire du nombre. Exemple : 2,06,54;36,12.
- Pour la mesure des angles, on utilise les minutes et secondes pour la partie fractionnaire du nombre, notées normalement par le prime [′] et le double prime [″] et remplacés par une et deux apostrophes ['] (ou souvent l'apostrophe double ["], voire les guillemets anglais simple [’] ou double [”]). Exemple : 42° 06′ 18″. Toutefois, l'écriture décimale, employant une virgule, est de plus en plus utilisée (ainsi l'angle précédent s'écrit-il aussi : 42,105°). La notation peut également être mixte : 10° 25′ 18,7″
- Pour la mesure du temps, on utilise des abréviations. Exemple : 2 h 35 ou 2 h 35 min ou 2 h 35 min 16 s. Dans certaines circonstances, le deux-points est aussi utilisé, en particulier pour les affichages automatiques. Exemple : 13:08 ou 13:08:25. Cependant, le deux-points permettant d'écrire de part et d'autre heures et minutes, ou minutes et secondes, ou encore secondes et centièmes de seconde. La signification des nombres ainsi écrits n'est donnée que par le contexte. Ainsi, avec deux deux-points sont indiquées heures, minutes et secondes, ou bien minutes, secondes et centièmes de seconde. On voit souvent également les minutes et secondes écrites abusivement[réf. nécessaire] avec des apostrophes, de la même manière que pour les angles.

## Opérations
Pour une addition en base 60 avec les chiffres décimaux, on peut procéder en utilisant l'arithmétique décimale ; mais lorsque le résultat dépasse la valeur 59, on soustrait 60 de ce résultat, et on ajoute 1 au rang supérieur.

### Exemple
Soit à effectuer 15:32:59 + 13:21:15.
|    | 15   | 32   | 59   |
| +  | 13   | 21   | 15   |
| -- | ---- | ---- | ---- |
|    | 28   | 53   | 74   |
|    | ---- | ---- | ---- |
|    | 28   | 53   | 14   |
| +  |      | 01   |      |
|    | ---- | ---- | ---- |
|    | 28   | 54   | 14   |

Soit donc : 15:32:59 + 13:21:15 = 28:54:14.

## Voir également
- Arithmétique binaire
- Arithmétique décimale
- Système sexagésimal